# Cetatea dacică Fețele Albe
Este o fortificație dacică situată pe teritoriul României.

## Legături extern
- Cetatea Fețele Albe